# Gymnallabes typus
Gymnallabes typus ist eine Fischart aus der Familie der Kiemensackwelse (Clariidae), die im Nigerdelta und im Cross River im Südosten von Nigeria und im äußersten Westen von Kamerun, sowie im Ouémé in Benin vorkommt.

## Merkmale
Gymnallabes typus wird etwa 30 cm lang und hat einen aalartig langgestreckten Körper. Die Körperhöhe liegt bei 14 bis 15 % der Standardlänge. Der Kopf ist mit einer Länge von 12,5 bis 14,5 % der Standardlänge relativ kurz. Die Fische sind einfarbig hellbraun gefärbt. Die Augen sind sehr klein. Die lange Rückenflosse wird von 96 bis 109 Weichstrahlen gestützt, bei der Afterflosse sind es 83 bis 94. Rücken- und Afterflosse sind mit der Schwanzflosse zu einem durchgehenden Flossensaum zusammengewachsen. Brustflossen sind vorhanden und haben eine Länge von einem Drittel bis der Hälfte der Kopflänge. Neben Weichstrahlen werden sie von einem kurzen Stachel gestützt, der etwa halb so lang ist wie die Brustflossen. Bauchflossen sind immer vorhanden aber sehr klein. Die Barteln sind relativ lang.

## Lebensraum
Gymnallabes typus lebt in kleinen Flüssen, Bächen, Sümpfen und Gräben mit laubbedecktem Boden. Die Welsart ernährt sich von Insektenlarven, Würmern und anderen Wirbellosen. Fische werden nicht gefressen.

## Systematik
Die Art wurde 1867 durch den deutschen Ichthyologen Albert Günther erstmals wissenschaftlich beschrieben. Die Terra typica liegt in der Nähe von Calabar im Südosten von Nigeria. Zusammen mit der Art führt Günther die Gattung Gymnallabes ein mit Gymnallabes typus als Typusart und Gymnallabes nops als einziger weiterer Art.

## Belege
1. 1 2  Melanie L. J. Stiassny, Guy G. Teugels, Carl D. Hopkins: The Fresh and Brackish Water Fishes of Lower Guinea, West-Central Africa. Band 1. Muséum national d’histoire naturelle / Musée royal de l’Afrique Centrale, Paris / Tervuren 2007, ISBN 978-90-74752-20-6, S. 664–666 (PDF; 66,6 MB).
2. 1 2  Gymnallabes typus auf Fishbase.org (englisch)
3. ↑  Gymnallabes typus im Catalog of Fishes (englisch)
4. ↑  Gymnallabes im Catalog of Fishes (englisch)
5. ↑  Gymnallabes auf Fishbase.org (englisch)